# Villaverde (Philippines)
Villaverde est une municipalité de la province de Nueva Vizcaya, sur l'île de Luçon, aux Philippines.
Lors du recensement de 2020, sa population s'élève à 20 118 habitants.

## Géographie
D'une superficie totale de 81,50 kilomètres carrés, Villaverde est divisée administrativement en 9 barangays : 
- Bintawan Norte
- Bintawan Sur
- Cabuluan
- Ibung
- Nagbitin
- Ocapon
- Pieza
- Poblacion (Turod)
- Sawmill

Les barangays Poblacion (où se trouve l'hôtel de ville), Ibung, Bintawan Norte et Bintawan Sur forment le centre administratif et commercial de la municipalité.

## Histoire
Le territoire de Villaverde est à l'origine un barrio de Solano, du nom d'Ibung, fondé par un frère dominicain, Alejandro Vidal, en 1767 ; le 28 mai 1872, Ibung devient une municipalité de la province de Nueva Vizcaya à l'initiative d'un père missionnaire catholique espagnol, Juan Villaverde. Après 1898 et la colonisation américaine,  Ibung perd son statut de municipalité et devient un barangay de Solano.
Le 17 juin 1957, la ville d'Ibung est recréée en détachant les barrios d'Ibung et de Bintawan de la municipalité de Solano ; deux ans plus tard, le 21 juin 1959, le nom de la ville est changé en Villaverde, en l'honneur  de Juan Villaverde.
| 1960 | 1970 | 1975  | 1980  | 1990  | 1995  | 2000  | 2007  | 2010  | 2015  | 2020  |
| ---- | ---- | ----- | ----- | ----- | ----- | ----- | ----- | ----- | ----- | ----- |
| 7120 | 8709 | 10590 | 10644 | 23911 | 13431 | 15392 | 16623 | 17720 | 18507 | 20118 |